# Ossona
Ossona là một đô thị ở tỉnh Milano, vùng Lombardia của Italia, khoảng 20 km về phía tây của tỉnh lỵ Milano. Tại thời điểm ngày 31 tháng 12 năm 2004, đô thị này có dân số 3.928 và diện tích là 6,0 km².
Đô thị Ossona gồm cácfrazione (subdivision) Asmonte.
Ossona giáp các đô thị: Casorezzo, Inveruno, Arluno, Mesero, Marcallo con Casone, Santo Stefano Ticino.